# Prix de l'Institut canadien de Québec
Créé en 1979, le Prix de L'Institut Canadien de Québec rend honneur à une personnalité qui œuvre de façon exceptionnelle dans la région de Québec depuis au moins dix ans dans le secteur des arts et des lettres, que ce soit par la création artistique ou par la promotion de la culture.
Ce prix, remis par l'Institut canadien de Québec, est attribué à une personne toujours active dans le milieu culturel de façon à soutenir et promouvoir ses actions.
Le Prix de L'Institut Canadien de Québec est remis annuellement dans le cadre des Prix d'excellence des Arts et de la Culture en même temps qu'une bourse de 1 000 $.

## Lauréates et lauréats du prix
- 1979 - Pierre Morency, écrivain
- 1980 - Madeleine Blanchet, scientifique
- 1981 - Michel Labbé, peintre
- 1982 - (pas de remise de prix)
- 1983 - (pas de remise de prix)
- 1984 - Pauline Geoffrion, productrice de films
- 1985 - Françoys Bernier, musicien
- 1986 - Jean-Marie Roy, architecte
- 1987 - Paul Hébert, homme de théâtre
- 1988 - Micheline Beauchemin, lissière
- 1989 - Raoul Hunter, sculpteur et caricaturiste
- 1990 - Philippe Sauvageau, bibliothécaire
- 1991 - Louise Samson, club musical
- 1992 - Lucienne Cornet, artiste en arts visuels
- 1993 - Patricia Poitras, mezzo-soprano
- 1994 - Madeleine Lacerte, galeriste
- 1995 - Jean Provencher, historien
- 1996 - Marcel Marois, lissier
- 1998 - Bernard Labadie[1]
- 1999 - Jacques Lacoursière, historien[2]
- 2000 - Lise Bonenfant, cinéaste[3]
- 2001 - Christian Vézina, poète et récitaliste[4]
- 2002 - Josée Campanale, fondatrice et directrice du Théâtre de Sable (marionnettes)[5]
- 2003 - Gilles Pellerin, auteur et éditeur[6]
- 2004 - Estelle Généreux, médiatrice du livre (Souris Bouquine)[7]
- 2005 - Paul Vachon, clown et directeur artistique de Théâtre de l'Aubergine[8]
- 2006 - Marie Gignac, comédienne, metteure en scène et directrice artistique du Carrefour international de théâtre de Québec[9]
- 2007 - Gilles Gallichan, historien et bibliothécaire à l’Assemblée nationale du Québec[10]
- 2008 - Darren Lowe, violoniste[11]
- 2009 - Nathalie Lessard, chanteuse et interprète de poésie[12]
- 2010 - Esther Croft, nouvelliste et romancière[13]
- 2011 - Aurélien Boivin, enseignant[14]
- 2012 - Alix Renaud, écrivain
- 2013 - Isabelle Forest, écrivaine et directrice artistique du Le Printemps des Poètes
- 2014 - Alain Beaulieu, écrivain
- 2015 - Michel Pleau, écrivain
- 2016 - Simon Dumas
- 2017 - Festival de la BD francophone de Québec et Thomas-Louis Côté, Directeur général du Festival
- 2018 - Les Libraires, revue de littérature québécoise
- 2019 - Christiane Vadnais, écrivaine[15]
- 2020 - Mois de la Poésie, festival orchestré par le Bureau des affaires poétiques
- 2021 - Hélène Matte